# A Través de Flandes 2020
La 75.ª edición de la clásica ciclista A Través de Flandes (nombre oficial en neerlandés: Dwars door Vlaanderen) era una carrera en Bélgica que se celebraría el 3 de abril de 2020.
Sin embargo, debido a la pandemia de COVID-19, el gobierno de Bélgica prohibió  cualquier evento deportivo en su territorio para evitar los contagios, por lo tanto la organización Flanders Classics decidió cancelar todas las competencias de ciclismo.
La carrera formaría parte del UCI WorldTour 2020, calendario ciclístico de máximo nivel mundial, donde era la decimotercera carrera de dicho circuito.

## Recorrido
| Muros  |                  |       |              |                 |                   |
| Número | Nombre           | Km    | Longitud (m) | Pendiente media | Categoría         |
| ------ | ---------------- | ----- | ------------ | --------------- | ----------------- |
| 1      | Nieuwe Kwaremont | 82    | 2000         | 8%              | * · *             |
| 2      | Kluisberg        | 110,9 | 1000         | 16%             | * · *             |
| 3      | Knokteberg       | 118,3 | 1100         | 11,8%           | **                |
| 4      | Kortekeer        | 126   | 900          | 9,8%            | * · *             |
| 5      | Steenbeekdries   | 129,3 | 600          | 8%              | * · * · *         |
| 6      | Taaienberg       | 131,8 | 530          | 15,8%           | * · * · * · * · * |
| 7      | Berg Ten Houte   | 135   | 1100         | 21%             | * · * · * · * · * |
| 8      | Knokteberg       | 149,7 | 1100         | 11,8%           | * · *             |
| 9      | Vossenhol        | 161,9 | 1400         | 9%              | * · *             |
| 10     | Holstraat        | 166,3 | 1000         | 12%             | * · *             |
| 11     | Nokereberg       | 173,8 | 500          | 6,7%            | *                 |

| Tramos de pavé |                  |       |              |
| Número         | Nombre           | Km    | Longitud (m) |
| -------------- | ---------------- | ----- | ------------ |
| 1              | Mariaborrestraat | 128,1 | 2400         |
| 2              | Stationsberg     | 129,4 | 650          |
| 3              | Varentstraat     | 157,1 | 2000         |
| 4              | Herlegemstraat   | 176,5 | 800          |